# Wormwood Live
Wormwood Live – album koncertowy autorstwa awangardowej grupy The Residents, wydany w 1999 roku i dokumentujący berliński koncert, podczas którego odegrano całość promowanego albumu Wormwood: Curious Stories from the Bible na żywo. Płyta ukazała się za pośrednictwem wytwórni Ralph Records w limitowanej edycji wynoszącej 1200 sztuk. Materiał z tego koncertu został wiernie odtworzony w berlińskim studiu nagraniowym, czego wynikiem jest wydany w 2000 roku album Roadworms: The Berlin Sessions.

## Lista utworów
1. In the Beginning
2. Welcome to Wormwood
3. Mr. Skull's Rave: 1
4. How to Get a Head
5. Mr. Misery
6. Tent Peg in the Temple
7. Mr. Skull's Rave: 2
8. God's Magic Finger
9. Dinah and the Unclean Skin
10. Cain and Abel
11. Mr. Skull's Rave: 3
12. Burn Baby Burn
13. Fire Fall
14. King of Kings
15. Skull Prayer
16. Mr. Skull's Rave: 4
17. Abraham
18. Bridegroom of Blood
19. Mr. Skull's Rave: 5
20. David
21. Judas Saves
22. Old Time Religion (Epilogue)
23. Jesus Loves Me (Exit Music)